# Židovsko groblje u Zemunu
Židovsko groblje u Zemunu smješteno je u sklopu Zemunskog groblja.

## Povijest
U Zemunu je postojala aškenaška i sefardska židovska općina. Židova je u Zemunu bilo već u 17. stoljeću. Za vrijeme borbi za Beograd, Austrijanci su sve zemunske Židove 1688. godine deportirali u Osijek, gdje se formira prvi logor u Srijemu za Židove. Zemunsko židovsko groblje je jedno od najstarijih u ovom dijelu Srbije i na njemu je sačuvan znatan broj spomen-obilježja. Na jednom starom spomeniku može se razaznati da potječe iz 1746. godine. Prve aškenaške i sefardske obitelji su u Zemunu boravile od 1717. godine. Dvadesetak obitelji se nastanilo u pograničnom Zemunu, gdje su svi Židovi sačinjavali općinu koja je imala suce, školu i sinagogu, kao i posebno groblje, koje se nalazilo u sjeverozapadnom dijelu današnjeg zemunskog grobljanskog kompleksa.
Zemunsko židovsko groblje se nalazi u starom dijelu Zemuna. Prva sahranjivanja su zabilježena u periodu osnivanja zemunske općine 1740. godine. Spomenici koji su smješteni na desnoj strani od ulaza na groblje, datiraju iz s početka 19. stoljeća. Nitko od sahranjenih na tom mjestu nema živih potomaka. Na najstarijem dijelu groblja se nalazi jedini sačuvani spomenik predaka Teodora Hercla, koji su bili starosjedioci Zemuna. Spomenik njegovog djeda, Simona Hercla je centralno mjesto okupljanja cionista iz cijelog svijeta.
Na najvišoj zaravni groblja, s koje se pruža pogled na cijelo groblje,  danas se nalazi spomen-obilježje na 574 pripadnika Zemunske židovske općine, odnosno 90% članova židovske zajednice u Zemunu, koji su nasilnim putem izgubili život u Drugom svjetskom ratu. Kenotaf je izrađen u obliku zarubljene trostupanjske piramida od sivog kamena s čije su sve četiri strane, po azbučnom redu, zapisana imena nastradalih (187) u koncentracionim logorima kod Jasenovca i Stare Gradiške. Spomenik je postavila židovska zajednica u Zemunu 1948. godine.  Kod spomenika se održavaju komemorativni skupovi, prvenstveno 27. srpnja, na dan kada su 1942. godine zemunski Židovi deportirani u logore. Tada se, uz propisani vjerski obred i govor, pročitaju i imena pokojnika, u znak sjećanja na nevine žrtve.
Židovsko groblje u Zemunu je tijekom Drugog svjetskog rata služilo za masovno sahranjivanje žrtava iz Logora na Starom Sajmištu. Svakoga dana posijle 22 sata iz Logora na Starom Sajmištu, na groblje su dovožena mrtva ili polumrtva tijela. U blagoj udolini groblja, Savez boraca Drugog svjetskog rata je 1956. godine postavio spomenik Žrtvama fašističkog terora 1941–1945.
Poseban dio groblja označeno je kao mjesto na kome su sahranjivani utopljenici. Većina je ubijena u Novom Sadu, tijekom Novosadske racije, a zatim su bačeni u Dunav. Tridesetak dijelova spomenika s najstarijeg dijela groblja je premješteno 1978. i postavljeno u tri reda.
Na jednom dijelu groblja nalazi se grobnica u koju su sahranjivani muslimani iz Bosne, pripadnici Handžar divizije, regrutirani za slanje na Istočni front, koji su umrli prirodnom smrću tijekom boravka u sabirnom prihvatilištu kod Željezničke stanice u Zemunu. Zemunsko groblje na Gardošu je kulturno dobro i spomenik kulture, a židovski dio groblja je najstariji kulturno-povijesni spomenik Zemuna.
Područje Židovskog groblja u Zemunu posjeduje veoma bogatu i raznoliku dendrofloru, koju čine mnogobrojne lišćarske, četinarske i žbunaste vrste drveća. Drveće je uglavnom skoncentrirano oko pješačkih staza u vidu obostranih drvoreda i istovremeno predstavlja i vanjsku granicu groblja.